# Georg Gebel
Pour les articles homonymes, voir Gebel.
Georg Gebel (Brieg, 25 octobre 1709 – Rudolstadt, 24 septembre 1753) est un musicien et compositeur allemand.

## Biographie
Gebel naît à Brieg, en Silésie, de Georg Gebel l'aîné (1685–1750), également musicien et compositeur. Il étudie la musique, avec son père, dès trois ans et se produit en public à six. Il apprend l'improvisation à l'orgue à la cathédrale avec J.H. Krause. Il dirige les troupes d'opéra italien itinérantes. En 1729, il est nommé second organiste à l'église de sainte-Marie-Madeleine à Breslau (aujourd'hui Wrocław), ainsi que maître de chapelle du duc d'Oleśnica. 

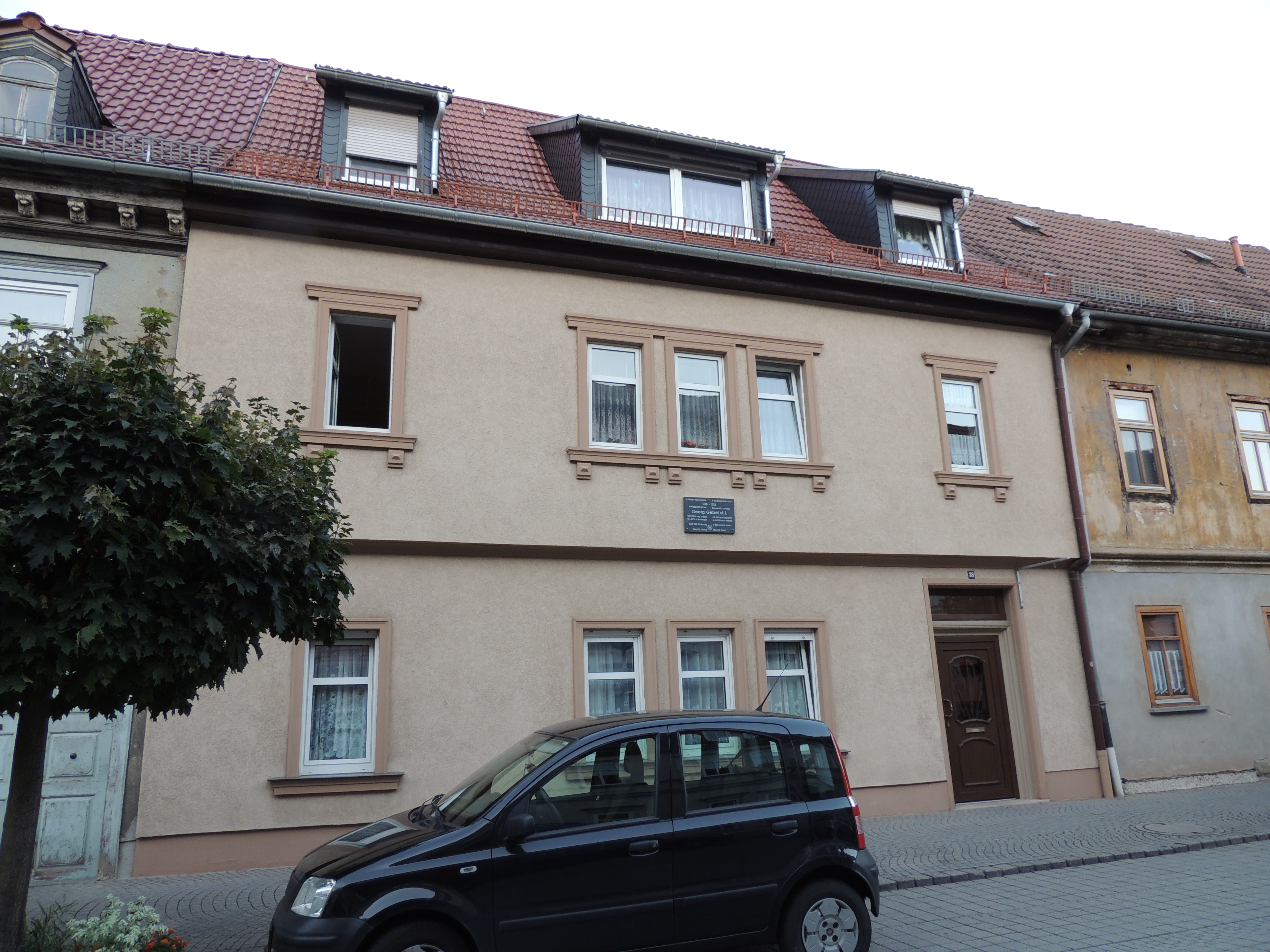
La maison de Georg Gebel à Rudolstadt.

Il rejoint l'orchestre de Heinrich von Brühl, premier ministre de la cour de Dresde en 1735, où il rencontre Pantaléon Hebenstreit, l'inventeur du pantaléon et apprend à jouer de cet instrument. En 1747, il est nommé maître de chapelle de Jean-Frédéric, Prince de Schwarzburg-Rudolstadt. Il est mort à Rudolstadt en 1753.
Gebel est un compositeur prolifique. À Breslau, il écrit une quantité de musique instrumentale et vocale, et à Rudolstadt, une douzaine d'opéras légers (plutôt en allemand), deux Passions, quatre cantates de Noël, une série de cantates pour plusieurs années liturgiques, plus de cent œuvres pour orchestre incluant des symphonies, des partitas et des concertos.

## Œuvres
NB : HKR, désigne la cote de la Archives nationales de Thuringe à Rudolstadt, sources manuscrites des œuvres.
- 144 cantates
- 4 Kyrie
- Passionsmusik pour six solistes, chœur et orchestre (HKR 976)
- Oratorio de Noël (HKR 843)
- Oratorio du nouvel an (HKR 827)

## Discographie
- Weihnachtsoratorium et Neujahrsoratorium [1748] - Monika Mauch, Kai Wessel, Nico van der Meel, Peter Kooy, Cantus Thuringia und Capella Thuringia, dir. Bernhard Klapprott  (21-27 juin 2003, CPO 999 993-2) (OCLC 637837946)
- Johannes Passion - Dorothee Mields, soprano ;  Henning Voss, alro ; Jan Kobow, ténor ; Klaus Mertens, basse ; Sebastian Bluth, Canto Weimar et Weimar Baroque Ensemble, dir. Ludger Rémy (2002, 2CD CPO) (OCLC 231980498)
- Cantates de Noël, vol. 1 : Verfolge mich, o Welt; Gott Lob! Mein Jesus macht mich rein - Veronika Winter, soprano ; Britta Schwarz, alto ; Andreas Post, ténor ; Matthias Vieweg, basse ; Les Amis de Philippe, dir. Ludger Remy (13-17 octobre 2009, CPO 777 610-2) (OCLC 694834553)
- Cantates de Noël, vol. 2 : Mein Jesu A und O, der Anfang und das Ende - Begebet eure Leiber zum Opfer - Veronika Winter, soprano ; Britta Schwarz, alto ; Andreas Post, ténor ; Matthias Vieweg, basse ; Les Amis de Philippe, dir. Ludger Remy (octobre 2009 et février 2011, CPO 777 611-2) (OCLC 838981791)